# Lisa Moncure
Lisa Moncure (* vor 1987) ist eine Schauspielerin, Regisseurin und Filmproduzentin.

## Leben
Moncure spielte in verschiedenen Filmen, wie etwa in Moving – Rückwärts ins Chaos (1988), Hollywood Heartbreak (1990), Stimme des Todes (1990), Corporate Affairs (1990), Moondance (1992), The Albatross (1995), Dörfer in Flammen (1996) und The Decay of Fiction (2002). Ebenso war sie Regisseurin und Produzentin des Kurzfilms Drought aus dem Jahr 1998, der Finalist für den George Melies Cinematography Award auf dem Taos Talking Pictures Film Festival war.
Fernsehserien, in denen sie Gastauftritte hatte, sind The Bronx Zoo (1987), The Idiot Box (1991), Star Trek: Deep Space Nine (1996), Saved by the Bell: The New Class (1996) und Emergency Room – Die Notaufnahme (2004).

## Filmografie
- 1987: The Bronx Zoo (Fernsehserie, eine Folge)
- 1988: Moving – Rückwärts ins Chaos (Moving)
- 1990: Hollywood Heartbreak
- 1990: Brain Dead
- 1990: Stimme des Todes (Lisa)
- 1990: Corporate Affairs
- 1991: The Idiot Box (Fernsehserie, eine Folge)
- 1992: Moondance
- 1993: Stadtgeschichten (Tales of the City, Miniserie)
- 1993: Carnosaurus (Carnosaur)
- 1995: The Albatross
- 1996: Dörfer in Flammen (Lepa sela lepo gore)
- 1996: Star Trek: Deep Space Nine (Fernsehserie, eine Folge)
- 1996: Saved by the Bell: The New Class (Fernsehserie, eine Folge)
- 1998: Drought (Kurzfilm, als Regisseurin und Produzentin)
- 2002: The Decay of Fiction
- 2004: Emergency Room – Die Notaufnahme (ER, Fernsehserie, eine Folge)
- 2011: Thor: God of Thunder (VG, Stimme)

## Nominierungen
- 1998: Nominiert für den George Melies Cinematography Award (Taos Talking Pictures Film Festival) für Drought[1]